# Disco duivel
Disco duivel is een lied van de Nederlandse zangers Antoon en Big2. Het werd in 2020 als single uitgebracht en het stond in hetzelfde jaar als vierde track op de ep Heilig water die de artiesten gezamenlijk hadden uitgebracht.

## Achtergrond
Disco duivel is geschreven door Twan van Steenhoven en Valentijn Verkerk en geproduceerd door Antoon. Het is een Nederlandstalig lied met accenten uit zowel de popmuziek als hiphop. Het is voor Antoon de eerste single met een hitnotering, maar niet het eerste nummer dat hij heeft uitgebracht. Eerder in 2020 kwam hij al met Hyperventilatie, maar dit nummer werd pas in 2021 opgepakt door het Nederlands publiek. Het is ook het begin van de samenwerking van Big2 en Antoon op liedjes (ze kenden elkaar als langer via de Herman Brood Academie), waarna onder andere de ep Heilig water met de andere single Leuk naast Disco duivel en de latere andere singles Tantoe lekker en Echo volgden.

## Hitnoteringen
De twee artiesten hadden weinig succes met het lied in de Nederlandse hitlijsten. Er was geen notering in de Single Top 100 en ook de Top 40 werd niet bereikt, maar hier was wel de zeventiende plaats in de Tipparade.